# Rede Século 21
Rede Século 21 (também conhecida como RS21) é uma rede de televisão brasileira. Sediada em Valinhos, cidade do estado de São Paulo, pertence à Associação do Senhor Jesus.

## História

### Modernização como emissora
A TV Século 21 deu início à transmissão para todo o Brasil em HDTV no dia 30 de janeiro de 2013. Na mesma data, alterou o nome, passando a chamar-se Rede Século 21.

### Parceria com a RCI (2016-2017)
A emissora 21 passou a transmitir em rede nacional no dia 1 de julho de 2016, em parceria com a RCI.
Em março de 2017, o fundador da Associação do Senhor Jesus e idealizador da Rede Século 21, Padre Eduardo Dougherty, anunciou o fim da parceria com a RCI, citando o custo muito alto.

### Crise financeira
Em 2025, enfrentou uma grave crise financeira que impactou suas operações e programação. Apesar de ter ampla distribuição via satélite, teve dificuldades para pagar salários, vales e benefícios como FGTS e convênio médico, além de reter descontos de empréstimos consignados e mensalidades sindicais sem repassá-los, conforme denúncias.
Em resposta, o Sindicato dos Radialistas do Estado de São Paulo realizou uma assembleia em março de 2025, que resultou na decretação de uma paralisação por tempo indeterminado a partir de 11 de março, devido aos atrasos recorrentes e irregularidades trabalhistas. A situação comprometeu a produção de programas e gerou mobilização dos funcionários, que buscaram soluções para os problemas enfrentados.